# Sibylle Grimbert
 (janvier 2016).
Œuvres principales
- Il n'y a pas de secret (2004)
- Le vent tourne (2011)
- La Conquête du monde (2012)
- Avant les singes (2016)

Sibylle Grimbert est une romancière et éditrice française.

## Biographie
Née à Paris en 1967, d'une famille de couturiers (sa famille possédait la maison Arnys), elle fonde en 2013 avec Florent Georgesco les éditions Plein Jour.

## Œuvres
Son premier roman paraît en 2000 aux Éditions Stock : Birth Days. Il est à mi-chemin entre le conte fantastique et l'introspection. Il dépeint le portrait d'une jeune femme, Muriel Ortisveiler, qui semble renaître à chaque bifurcation de sa vie. L'auteure décrit l'évolution de son personnage à chaque épreuve, comme si elle n'avait pas d'âge et pouvait recommencer à neuf.
Le Centre de gravité paraît deux ans plus tard. L'histoire commence quand le personnage principal, Claire, est debout sur un terrain vague, dans une robe décrite comme sale, les cheveux en désordre, et qu'elle rencontre le personnage d'Éric. L'histoire dépeint ensuite un voyage de huit jours, au cours desquels le personnage de Claire retracera son parcours.
Il n'y a pas de secret paraît en 2004. L'auteure s'interroge sur les raisons qui ont poussé sa mère à tout abandonner « sans rien dire », vingt ans après sa disparition. Elle imagine ce qu'aurait été sa vie ensuite, en inventant les péripéties et multipliant les hypothèses.
En 2006, Sibylle Grimbert quitte les Éditions Stock pour les Éditions du Seuil, qui publient Une absence totale d'instinct. Cette histoire d'amour est racontée comme une guerre, en trois parties. Ce travail marque les étapes d'un échec pour l'auteure, car « le terrain », « la bataille », « la défaite » décrites dans son histoire déconcertent et déçoivent les critiques (à de rares exceptions).
Toute une affaire, qui paraît trois ans plus tard aux Éditions Léo Scheer, lui permet de renouer avec le succès critique. Ce roman contient les thèmes centraux de l'auteure (les errances de l'identité, le poids du destin, la peur d'être coupé de la vie, la lucidité destructrice, la connaissance de l'avenir…), mais la dimension comique est plus présente dans ce roman que dans ses livres précédents. Le monologue intérieur du personnage principal s'ouvre sur une action romanesque plus concrète. La narratrice du roman travaille dans l'entreprise de confection masculine fondée par son père. Elle a le sentiment d'être prisonnière de cet héritage et de ne plus pouvoir vivre par elle-même, jusqu'au jour où elle décide de s'en aller. Mais par la suite elle ne supporte plus la liberté de la contrainte familiale, et ne pense qu'à revenir.
Son sixième livre, Le vent tourne, paraît en janvier 2011. Le temporalité de ce roman se déroule pour l'essentiel lors d'une soirée. L'auteure écrit également un court épilogue donnant un aperçu du destin ultérieur des personnages principaux. Le récit se concentre sur Benjamin et Edmond, deux des invités de la soirée. Benjamin est un jeune homme qui, à cause d'un quiproquo, croit être sur le point de succéder à son père. Il croit alors qu'il va « enfin » s'accomplir. Edmond est, lui, décrit comme un éditeur vieillissant, qui sent que sa vie a commencé à lui échapper. Pour ces personnages, les surprises s'enchaînent, les entraînant chacun très loin de ce qu'ils s'imaginaient quand ils sont entrés dans l'appartement où se déroule la fête. La soirée entière finit par plonger dans l'anarchie. En résumé, cette œuvre est un mélange de satire sociale, de finesse psychologique, de burlesque et de mélancolie, la mélancolie étant devenue la « marque » de Sibylle Grimbert.
Bernard Quiriny écrit, à la sortie de La Conquête du monde en janvier 2012 : « La comédie sociale n’est pas un genre facile, et les écrivains français sont finalement peu nombreux à le pratiquer, en tous cas avec le même succès que Sibylle Grimbert qui, en six romans, a imposé un nom, un style, un humour, une étrangeté. Ludovic, le héros de La Conquête du monde, est typique de son univers : jeune homme brillant (...) il va bizarrement se mettre à tout rater avec méthode, en s’enlisant à chaque nouvelle idée. » Le reste de la presse littéraire confirme ce jugement.
En 2013, l'auteure change de nouveau d'éditeur lors de la publication du Fils de Sam Green, aux Éditions Anne Carrière. 
En janvier 2016, Avant les singes, le neuvième roman de Sibylle Grimbert, est publié au sein de la même maison d'édition.

## Prix
- Goncourt des animaux pour Le Dernier des siens, 2022
- Prix littéraire François Sommer pour Le Dernier des siens, 2023
- Prix Joseph-Kessel pour Le Dernier des siens, 2023
- prix de l'Académie française Maurice-Genevoix pour Le Dernier des siens, 2023